# Saint-Sulpice-la-Pointe
Saint-Sulpice-la-Pointe è un comune francese di 8 122 abitanti situato nel dipartimento del Tarn nella regione dell'Occitania.
Il 7 novembre 2013 ha cambiato nome da Saint-Sulpice a Saint-Sulpice-la-Pointe.

## Società

### Evoluzione demografica
Abitanti censiti

### Luoghi e monumenti notevoli

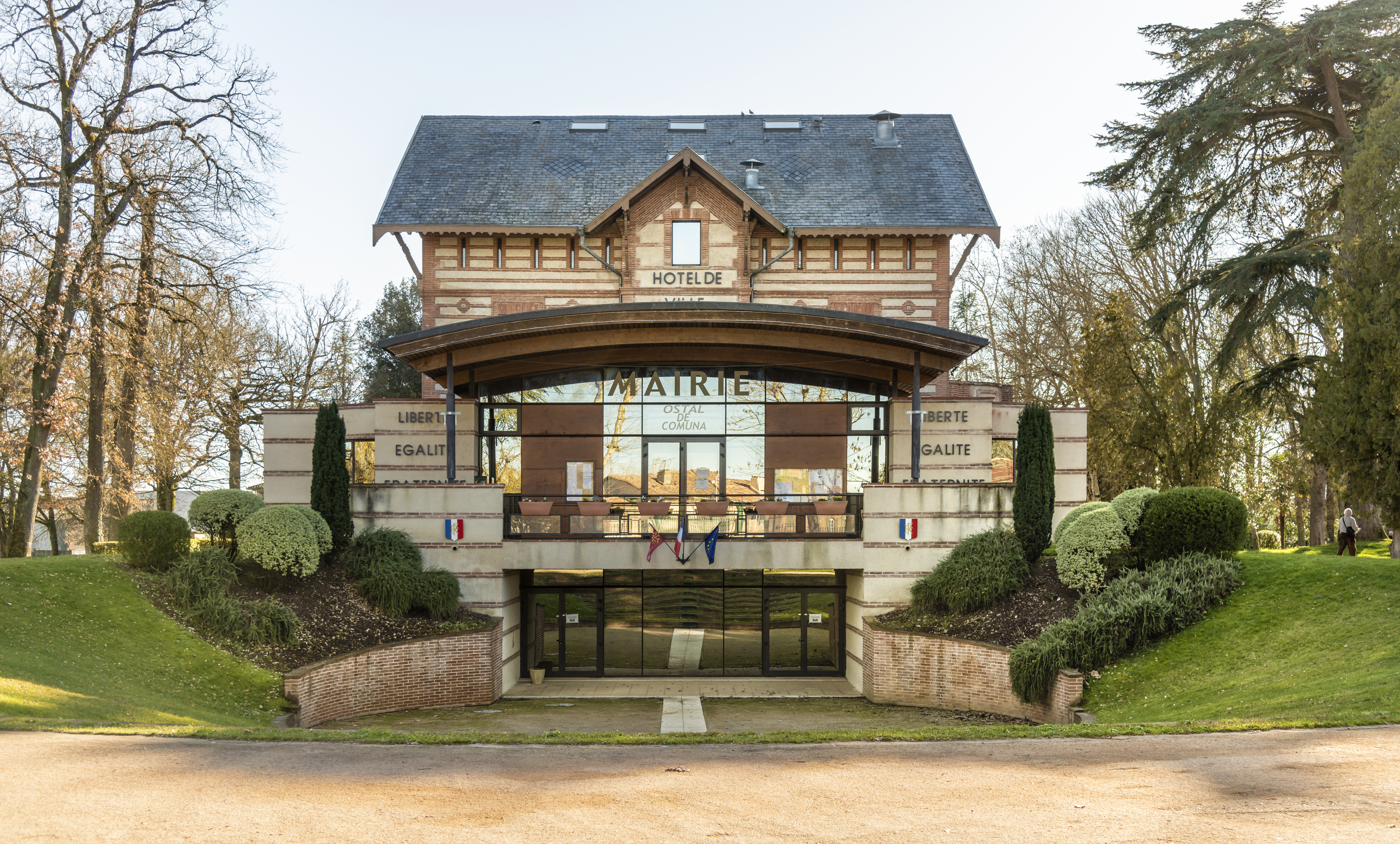
Municipio
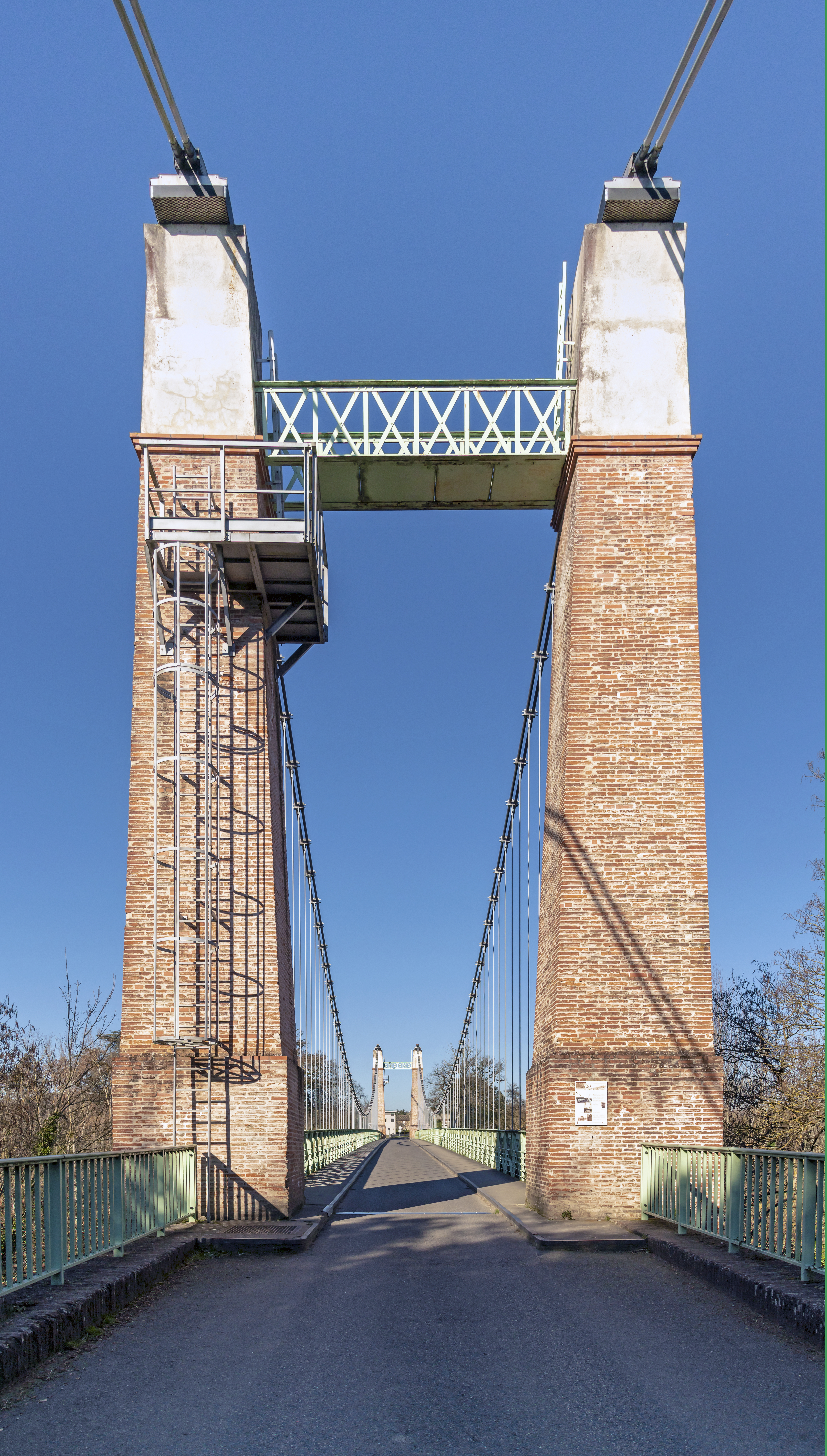
Il ponte sospeso sopra l'Agout.
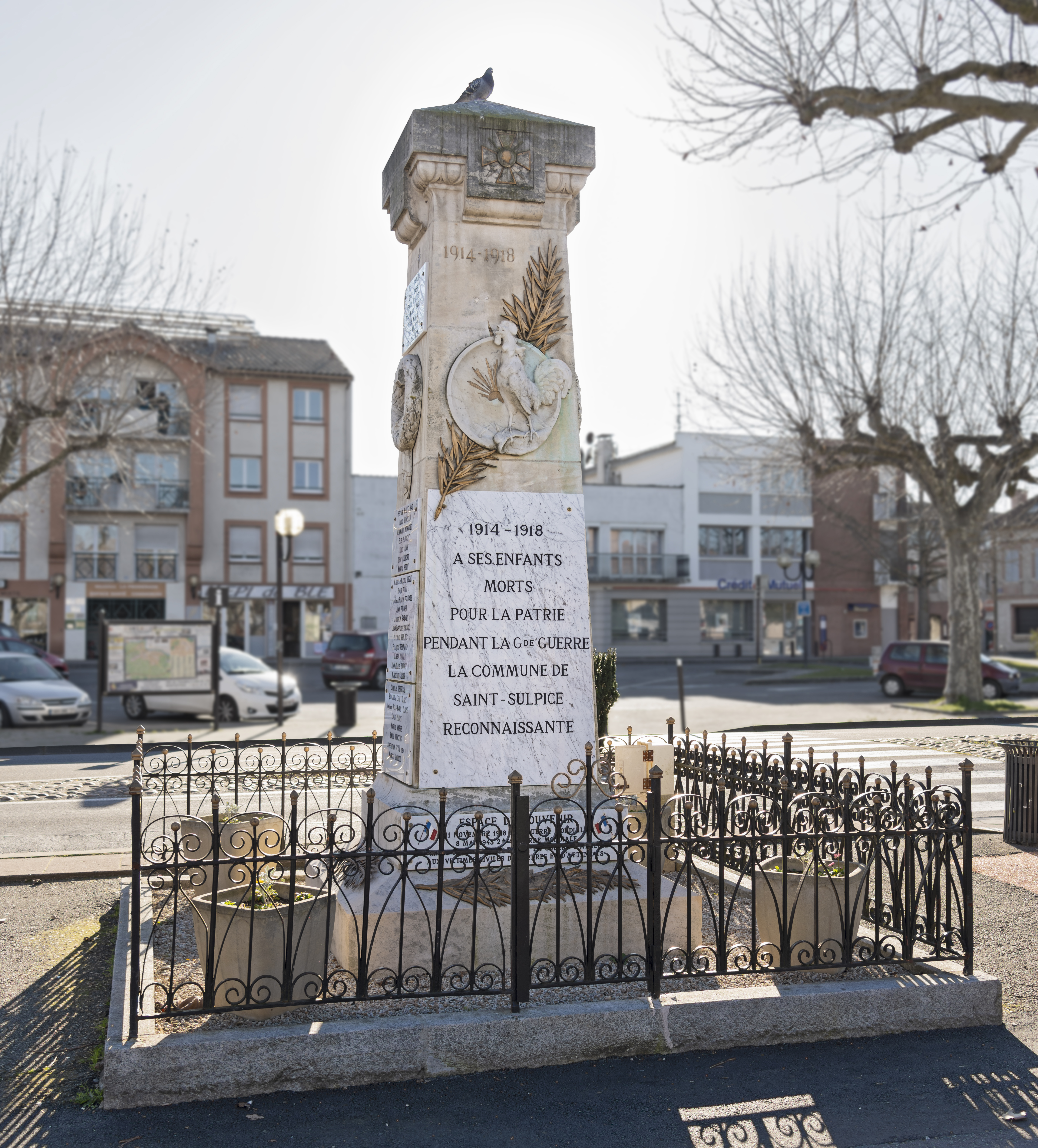
Memoriale di guerra.
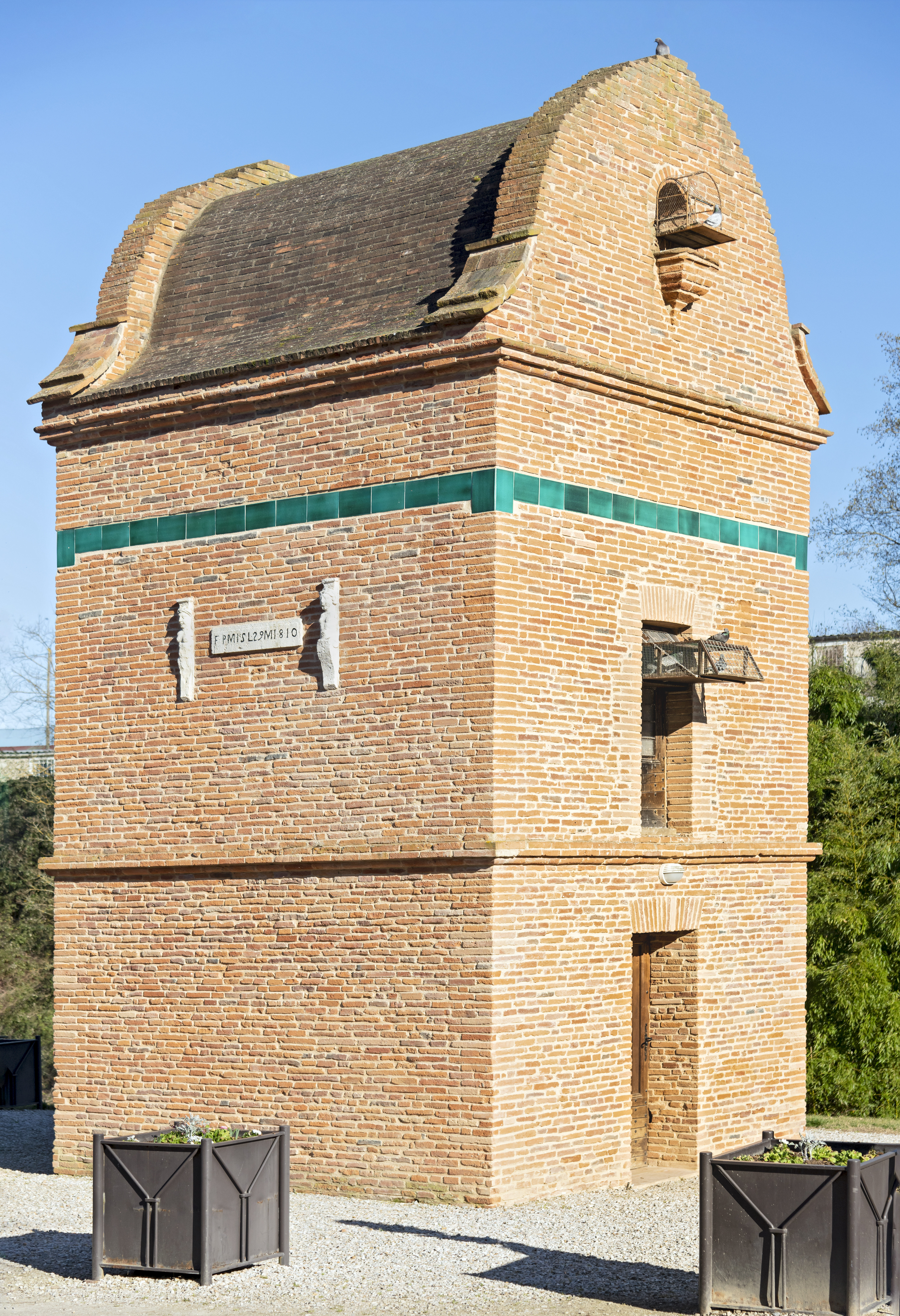
Colombaia dal 1810
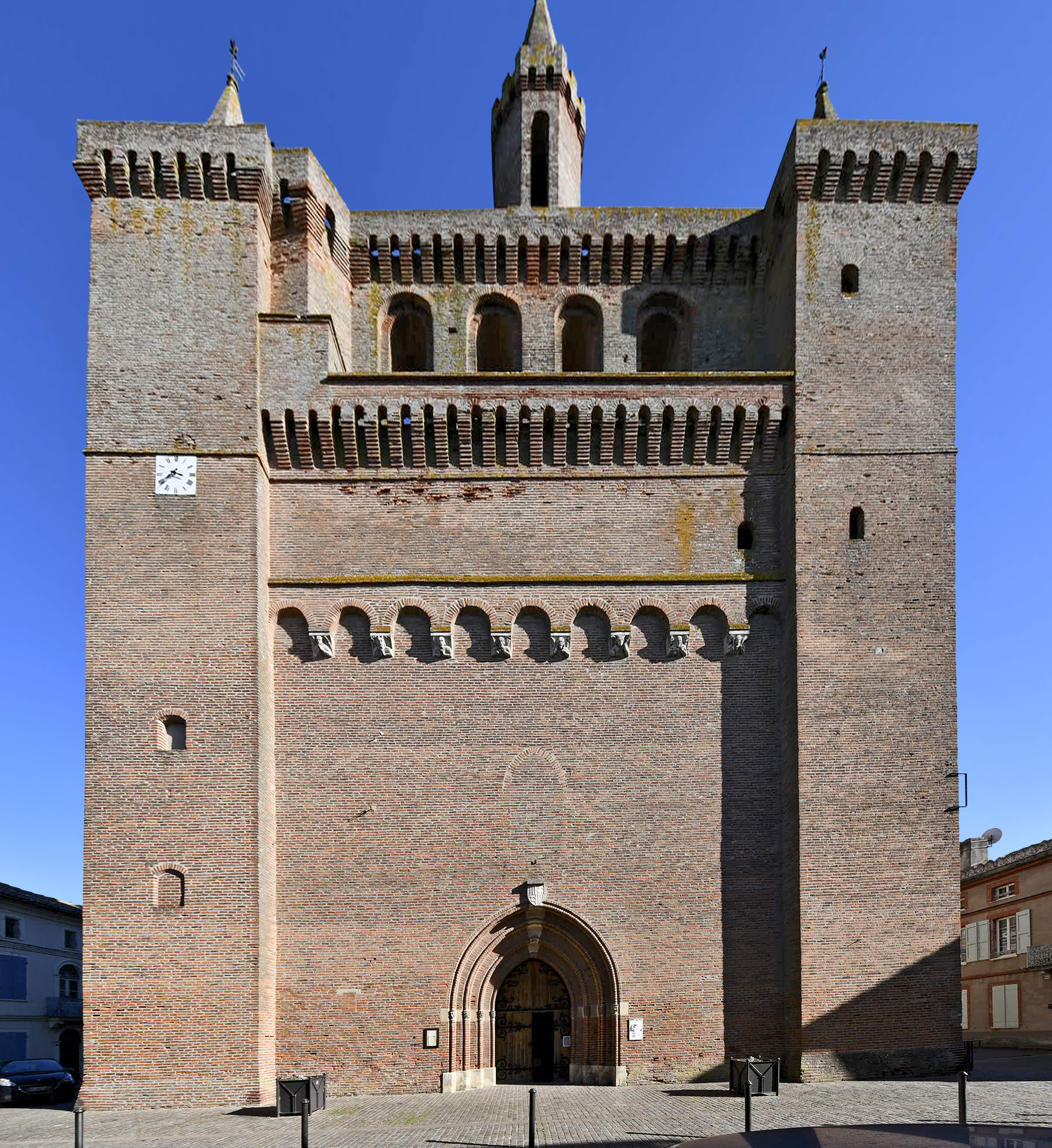
Chiesa Notre-Dame
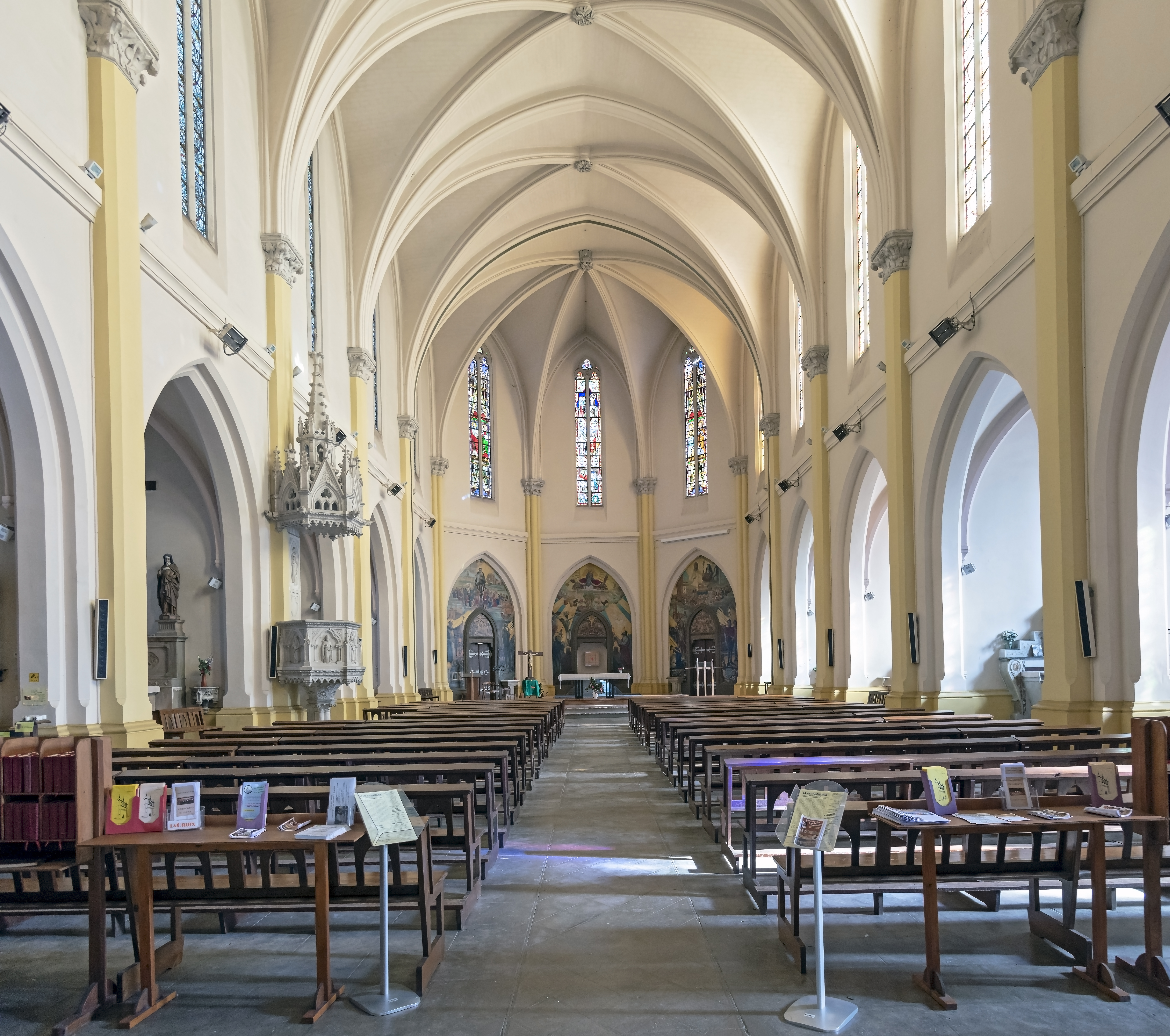
Veduta della navata